# أتسوغة جيفرية

أتسوغة جيفرية (الاسم العلمي: Tsuga jeffreyi) هي نوع من النباتات يتبع جنس الأتسوغة من فصيلة الصنوبرية.